# Alesón
Alesón es un municipio de la comunidad autónoma de La Rioja (España).

## Geografía humana

### Demografía
Cuenta con una población de 96 habitantes (INE 2024).
| Gráfica de evolución demográfica de Alesón entre 1842 y 2021                                                          |
| |
| Población de derecho según los censos de población del INE. Población de hecho según los censos de población del INE. |

## Economía

### Evolución de la deuda viva
El concepto de deuda viva contempla sólo las deudas con cajas y bancos relativas a créditos financieros, valores de renta fija y préstamos o créditos transferidos a terceros, excluyéndose, por tanto, la deuda comercial.
| Gráfica de evolución de la deuda viva del ayuntamiento entre 2008 y 2014                             |
| |
| Deuda viva del ayuntamiento en miles de Euros según datos del Ministerio de Hacienda y Ad. Públicas. |

La deuda viva municipal por habitante en 2014 ascendía a 0 €.

## Administración
| Periodo   | Nombre                                                  | Partido |
| --------- | ------------------------------------------------------- | ------- |
| 1979-1983 | T. Félix Melón Fernández                                | CD      |
| 1983-1987 | Miguel Ángel García García                              | AP      |
| 1987-1991 | Miguel Ángel García García                              | AP      |
| 1991-1995 | Miguel Ángel García García                              | PP      |
| 1995-1999 | Miguel Ángel García García                              | PP      |
| 1999-2003 | Miguel Ángel García García                              | PP      |
| 2003-2007 | Miguel Ángel García García                              | PP      |
| 2007-2011 | Miguel Ángel García García                              | PP      |
| 2011-2015 | Miguel Ángel García García                              | PP      |
| 2015-2019 | Miguel Ángel García García / Luis María Melón Fernández | PP      |

## Patrimonio
- Iglesia de San Martín. Siglos XVI y XVII. Consta de una sola nave de dos tramos, con crucero y cabecera ochavada de cinco paños. Las cubiertas son en la práctica totalidad del edificio de terceletes, excepto el crucero en el que aparece una bóveda estrellada con combados curvos que descansa sobre arcos apuntados apeados en columnas adosadas sin capitel, así como en ménsulas.[6]

## Galería de imágenes

Imágenes de Alesón
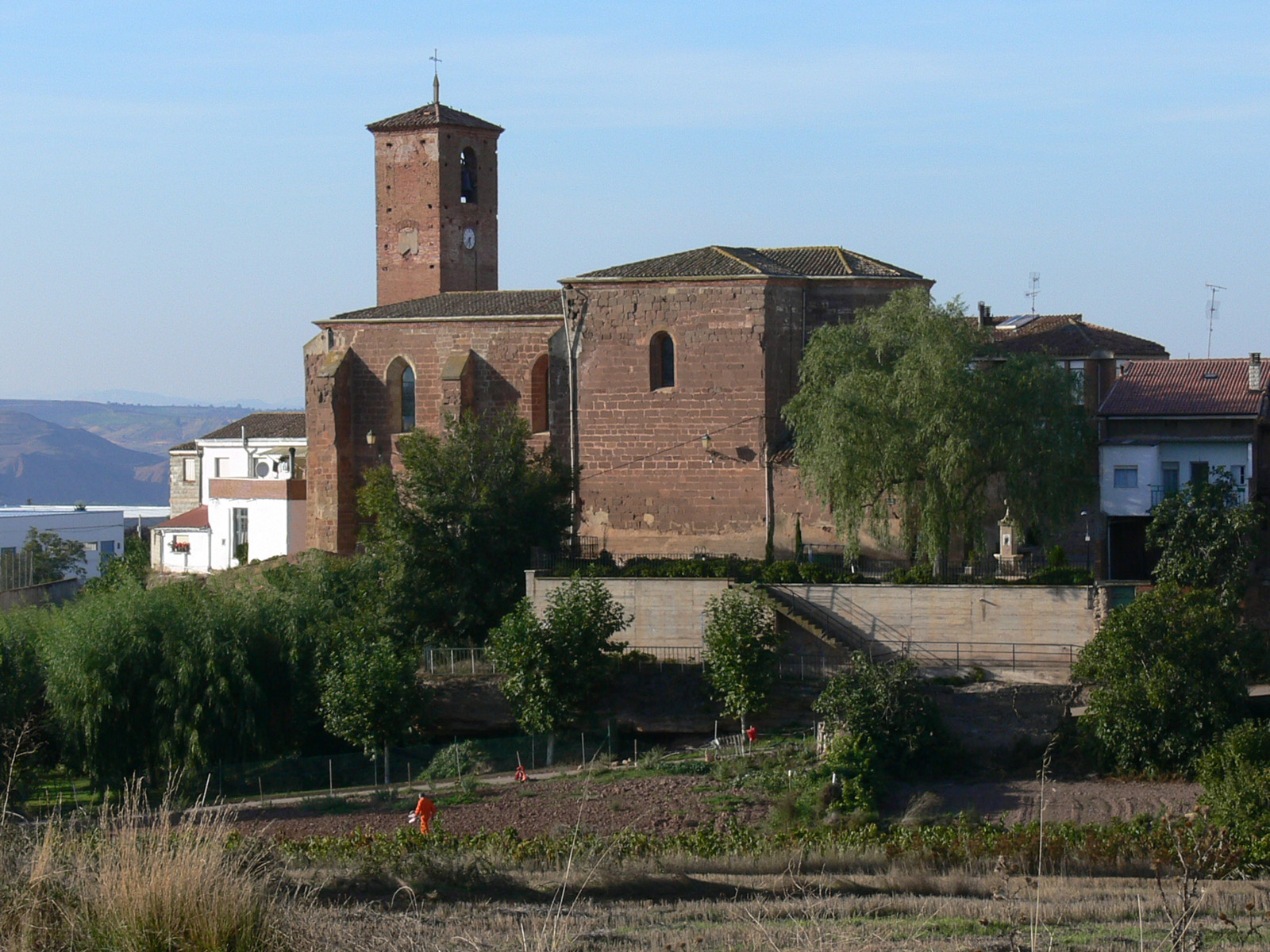
Iglesia de San Martín.
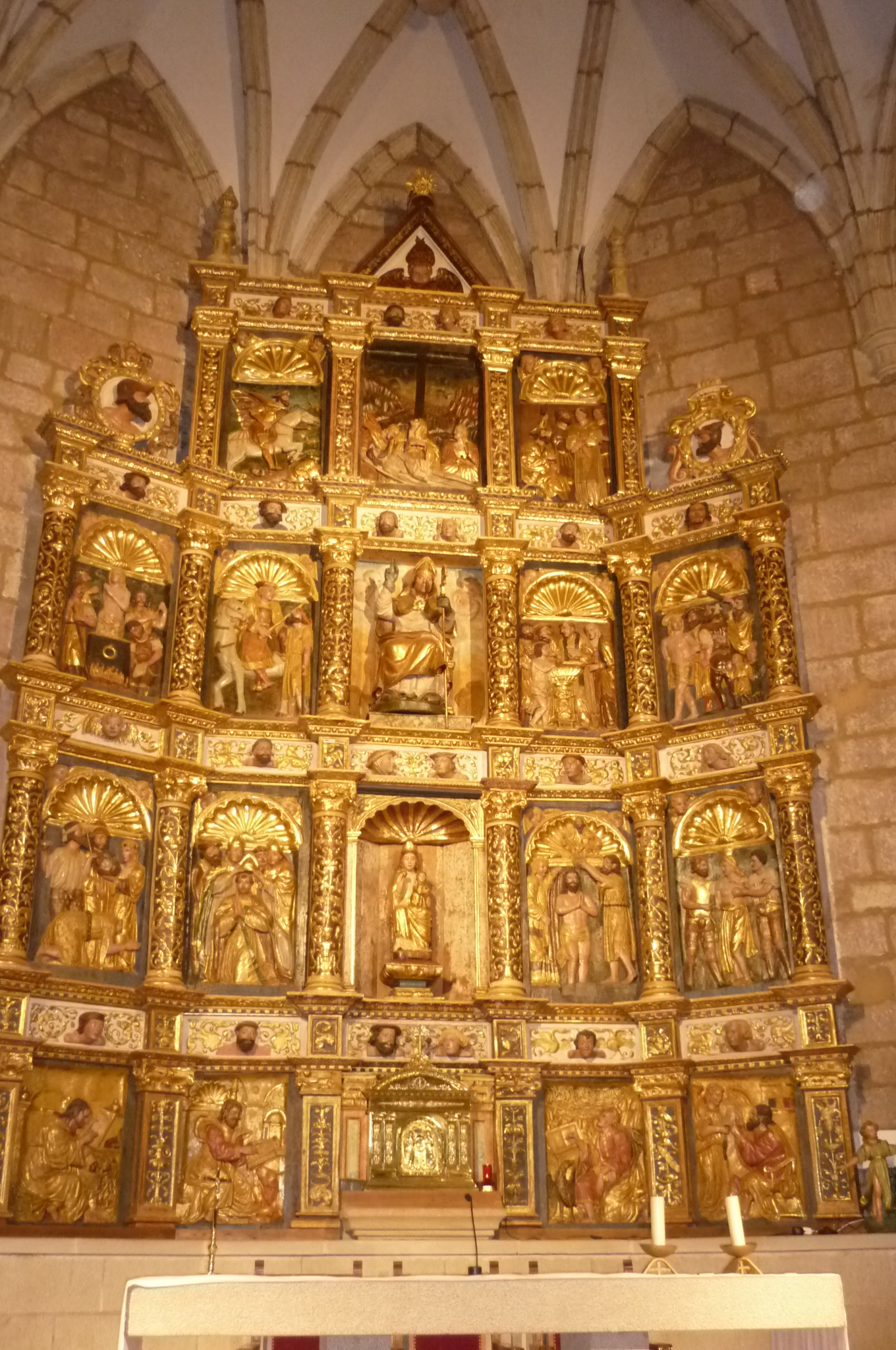
Retablo de la iglesia parroquial de Alesón.
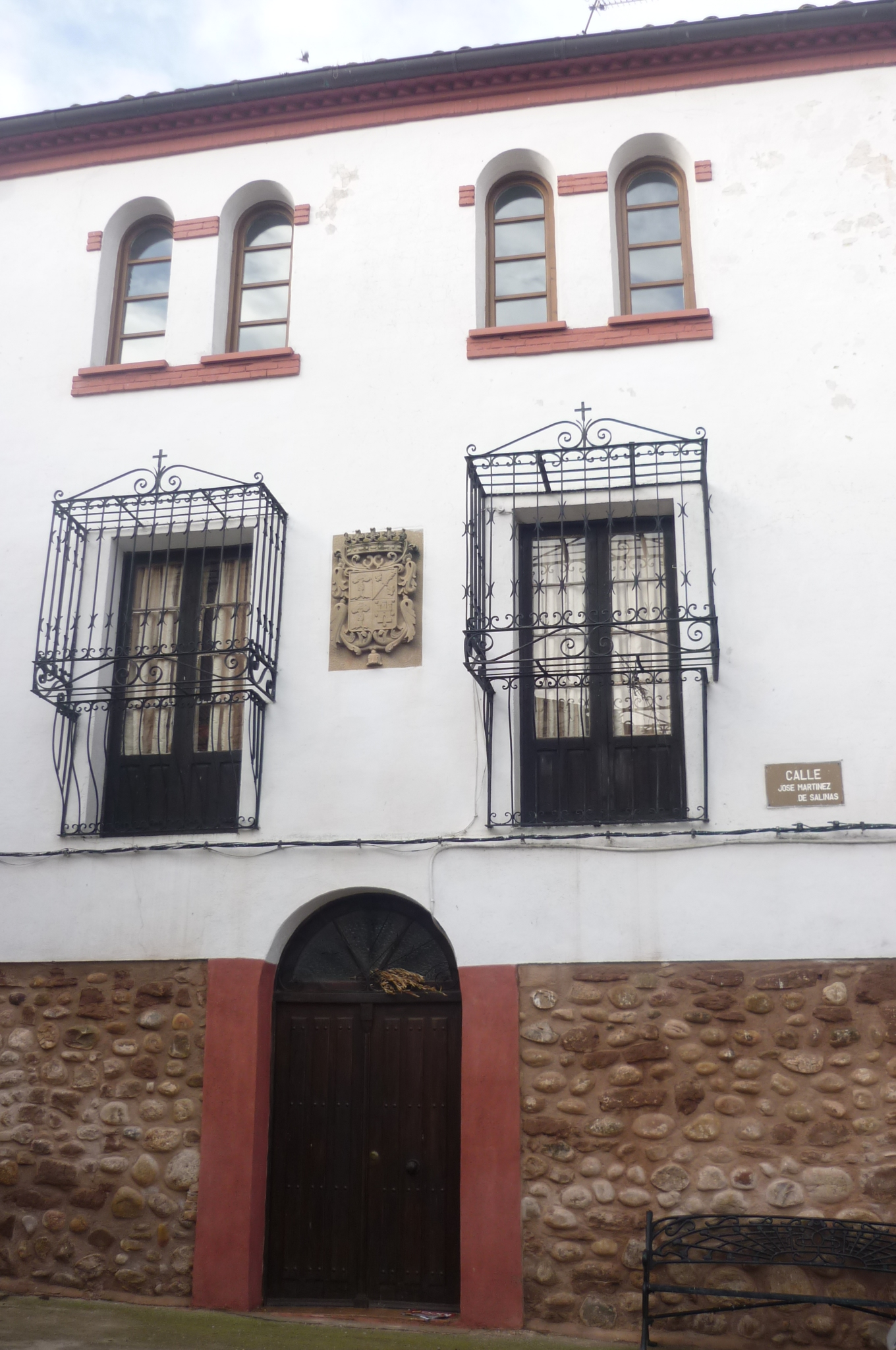
Casa señorial.